# Saison 1967-1968 de la LCH
Saison précédente Saison suivante
La  saison 1967-1968 est la 5e saison et dernière saison régulière de la Ligue centrale professionnelle de hockey, la ligue est renommée la saison suivante en Ligue centrale de hockey. 

## Saison régulière
Les Red Wings de Détroit déménagent leur club école des Wings de Memphis à Fort Worth, devenant ainsi les Wings de Fort Worth. Les Black Hawks de Chicago en profitent pour déplacer eux aussi leur club ferme de Saint-Louis vers la ville de Dallas, l’équipe se nomment les Black Hawks de Dallas. De la rivalité créée du fait de la proximité de ces deux équipes résulte un regain d’intérêt du public pour cette ligue.
À la suite de l’apparition de nouvelles équipes dans la Ligue nationale de hockey, la LCPH accueille deux nouvelles franchises : les South Stars de Memphis représentant les couleurs des North Stars du Minnesota et les Blues de Kansas City représentant eux les couleurs des Blues de Saint-Louis.

### Classement final
À la suite de l'apparition des deux nouvelles équipes, la ligue se divise en deux divisions et les trois premiers de chaque division se qualifient pour les séries.
| Clt   | Équipe                 | PJ | V  | D  | N  | BP  | BC  | Diff | Pts |
| ----- | ---------------------- | -- | -- | -- | -- | --- | --- | ---- | --- |
| +001, | Oilers de Tulsa        | 70 | 37 | 22 | 11 | 278 | 241 | 37   | 85  |
| +002, | Blues de Kansas City   | 70 | 31 | 29 | 10 | 249 | 243 | 6    | 72  |
| +003, | South Stars de Memphis | 70 | 24 | 34 | 12 | 206 | 244 | -38  | 60  |
| +004, | Knights d'Omaha        | 70 | 14 | 46 | 10 | 167 | 272 | -105 | 38  |

- En gras : qualifié pour les séries éliminatoires

| Clt   | Équipe                  | PJ | V  | D  | N  | BP  | BC  | Diff | Pts |
| ----- | ----------------------- | -- | -- | -- | -- | --- | --- | ---- | --- |
| +001, | Blazers d'Oklahoma City | 70 | 38 | 20 | 12 | 245 | 174 | 71   | 88  |
| +002, | Wings de Fort Worth     | 70 | 34 | 25 | 11 | 245 | 199 | 46   | 79  |
| +003, | Black Hawks de Dallas   | 70 | 30 | 29 | 11 | 230 | 251 | 21   | 71  |
| +004, | Apollos de Houston      | 70 | 28 | 31 | 11 | 220 | 216 | 4    | 67  |

- En gras : qualifié pour les séries éliminatoires

### Meilleurs pointeurs
| Joueur         | Équipe        | PJ | B  | A  | Pts | Pun |
| -------------- | ------------- | -- | -- | -- | --- | --- |
| Ron Ward       | Tulsa         | 67 | 31 | 54 | 85  | 30  |
| Jim Lorentz    | Oklahoma City | 70 | 33 | 50 | 83  | 105 |
| Ken Campbell   | Tulsa         | 68 | 32 | 48 | 80  | 93  |
| Len Haley      | Tulsa         | 70 | 34 | 46 | 80  | 67  |
| Gary Veneruzzo | Kansas City   | 63 | 24 | 51 | 75  | 36  |

## Séries éliminatoires de la Coupe Adams

### Arbre de qualification
|  | Premier tour                      | Premier tour                | Premier tour | Premier tour            |                            |                      | Second tour                               | Second tour                               | Second tour                               | Second tour                               |  |  | Finale de la Coupe Adams    | Finale de la Coupe Adams    | Finale de la Coupe Adams    | Finale de la Coupe Adams    |
|  |                                   |                             |              |                         |                            |                      |                                           |                                           |                                           |                                           |  |  |                             |                             |                             |                             |
|  |                                   |                             |              |                         |                            |                      | 31 mars, 3, 5, 6, 10, 13 et 14 avril 1968 | 31 mars, 3, 5, 6, 10, 13 et 14 avril 1968 | 31 mars, 3, 5, 6, 10, 13 et 14 avril 1968 | 31 mars, 3, 5, 6, 10, 13 et 14 avril 1968 |  |  | 18, 20, 24 et 27 avril 1968 | 18, 20, 24 et 27 avril 1968 | 18, 20, 24 et 27 avril 1968 | 18, 20, 24 et 27 avril 1968 |
|  |                                   |                             |              |                         |                            |                      | 31 mars, 3, 5, 6, 10, 13 et 14 avril 1968 | 31 mars, 3, 5, 6, 10, 13 et 14 avril 1968 | 31 mars, 3, 5, 6, 10, 13 et 14 avril 1968 | 31 mars, 3, 5, 6, 10, 13 et 14 avril 1968 |  |  | 18, 20, 24 et 27 avril 1968 | 18, 20, 24 et 27 avril 1968 | 18, 20, 24 et 27 avril 1968 | 18, 20, 24 et 27 avril 1968 |
|  |                                   |                             |              |                         |                            |                      | 31 mars, 3, 5, 6, 10, 13 et 14 avril 1968 | 31 mars, 3, 5, 6, 10, 13 et 14 avril 1968 | 31 mars, 3, 5, 6, 10, 13 et 14 avril 1968 | 31 mars, 3, 5, 6, 10, 13 et 14 avril 1968 |  |  | 18, 20, 24 et 27 avril 1968 | 18, 20, 24 et 27 avril 1968 | 18, 20, 24 et 27 avril 1968 | 18, 20, 24 et 27 avril 1968 |
|  |                                   |                             |              |                         |                            |                      | 31 mars, 3, 5, 6, 10, 13 et 14 avril 1968 | 31 mars, 3, 5, 6, 10, 13 et 14 avril 1968 | 31 mars, 3, 5, 6, 10, 13 et 14 avril 1968 | 31 mars, 3, 5, 6, 10, 13 et 14 avril 1968 |  |  | 18, 20, 24 et 27 avril 1968 | 18, 20, 24 et 27 avril 1968 | 18, 20, 24 et 27 avril 1968 | 18, 20, 24 et 27 avril 1968 |
|  |                                   |                             |              |                         |                            |                      | 31 mars, 3, 5, 6, 10, 13 et 14 avril 1968 | 31 mars, 3, 5, 6, 10, 13 et 14 avril 1968 | 31 mars, 3, 5, 6, 10, 13 et 14 avril 1968 | 31 mars, 3, 5, 6, 10, 13 et 14 avril 1968 |  |  | 18, 20, 24 et 27 avril 1968 | 18, 20, 24 et 27 avril 1968 | 18, 20, 24 et 27 avril 1968 | 18, 20, 24 et 27 avril 1968 |
|  | N1                                | Oilers de Tulsa             | 4            | 4                       |                            |                      |                                           |                                           |                                           |                                           |  |  | 18, 20, 24 et 27 avril 1968 | 18, 20, 24 et 27 avril 1968 | 18, 20, 24 et 27 avril 1968 | 18, 20, 24 et 27 avril 1968 |
|  | N1                                | Oilers de Tulsa             | 4            | 4                       |                            |                      |                                           |                                           |                                           |                                           |  |  | 18, 20, 24 et 27 avril 1968 | 18, 20, 24 et 27 avril 1968 | 18, 20, 24 et 27 avril 1968 | 18, 20, 24 et 27 avril 1968 |
|  |                                   |                             | S1           | Blazers d'Oklahoma City | 3                          | 3                    |                                           |                                           |                                           |                                           |  |  | 18, 20, 24 et 27 avril 1968 | 18, 20, 24 et 27 avril 1968 | 18, 20, 24 et 27 avril 1968 | 18, 20, 24 et 27 avril 1968 |
|  |                                   |                             |              |                         | 3                          | 3                    |                                           |                                           |                                           |                                           |  |  | 18, 20, 24 et 27 avril 1968 | 18, 20, 24 et 27 avril 1968 | 18, 20, 24 et 27 avril 1968 | 18, 20, 24 et 27 avril 1968 |
|  |                                   | 10, 12, 13 et 16 avril 1968 |              |                         |                            |                      |                                           |                                           |                                           |                                           |  |  | 18, 20, 24 et 27 avril 1968 | 18, 20, 24 et 27 avril 1968 | 18, 20, 24 et 27 avril 1968 | 18, 20, 24 et 27 avril 1968 |
|  |                                   |                             |              |                         |                            |                      |                                           |                                           |                                           |                                           |  |  | 18, 20, 24 et 27 avril 1968 | 18, 20, 24 et 27 avril 1968 | 18, 20, 24 et 27 avril 1968 | 18, 20, 24 et 27 avril 1968 |
|  | N1                                | Oilers de Tulsa             | 4            | 4                       |                            |                      |                                           |                                           |                                           |                                           |  |  |                             |                             |                             |                             |
|  | N1                                | Oilers de Tulsa             | 4            | 4                       | 30 mars, 2 et 7 avril 1968 |                      |                                           |                                           |                                           |                                           |  |  |                             |                             |                             |                             |
|  |                                   |                             | S2           | Wings de Fort Worth     | 0                          | 0                    |                                           |                                           |                                           |                                           |  |  |                             |                             |                             |                             |
|  | N2                                | Blues de Kansas City        | S2           | Wings de Fort Worth     | 0                          | 0                    | 3                                         | 3                                         |                                           |                                           |  |  |                             |                             |                             |                             |
|  | N2                                | Blues de Kansas City        |              |                         |                            |                      |                                           |                                           |                                           |                                           |  |  |                             |                             |                             |                             |
|  | N3                                | South Stars de Memphis      | 0            | 0                       |                            |                      |                                           |                                           |                                           |                                           |  |  |                             |                             |                             |                             |
|  | N3                                | South Stars de Memphis      | 0            | 0                       | N2                         | Blues de Kansas City | 1                                         | 1                                         |                                           |                                           |  |  |                             |                             |                             |                             |
|  | 29, 30 mars, 2, 4 et 6 avril 1968 |                             |              |                         | N2                         | Blues de Kansas City | 1                                         | 1                                         |                                           |                                           |  |  |                             |                             |                             |                             |
|  |                                   |                             | S2           | Wings de Fort Worth     | 3                          | 3                    |                                           |                                           |                                           |                                           |  |  |                             |                             |                             |                             |
|  | S2                                | Wings de Fort Worth         | S2           | Wings de Fort Worth     | 3                          | 3                    | 3                                         | 3                                         |                                           |                                           |  |  |                             |                             |                             |                             |
|  | S2                                | Wings de Fort Worth         |              |                         |                            |                      |                                           | 3                                         |                                           |                                           |  |  |                             |                             |                             |                             |
|  | S3                                | Black Hawks de Dallas       | 2            | 2                       |                            |                      |                                           |                                           |                                           |                                           |  |  |                             |                             |                             |                             |
|  | S3                                | Black Hawks de Dallas       | 2            | 2                       |                            |                      |                                           |                                           |                                           |                                           |  |  |                             |                             |                             |                             |
|  |                                   |                             |              |                         |                            |                      |                                           |                                           |                                           |                                           |  |  |                             |                             |                             |                             |

### Finale
Les Oilers de Tulsa après avoir remporté le championnat, gagnent leur première Coupe Adams en battant  les Wings de Fort Worth sur le score de 4 matchs à 0.

### Effectif champion
L'effectif de l'équipe des Oilers de Tulsa sacré champion de la Coupe Adams est le suivant :
- Gardien de but : Serge Aubry, Al Smith ;
- Défenseurs : Doug Barrie, Jim Davidson, Jim Dorey, Ray Dupont, Randy Murray, Gord Nelson, Pat Quinn, Ron Ward ;
- Attaquants : Len Bazay, Mike Byers, Ken Campbell, Len Haley, Nick Harbaruk, André Hinse, Dan Johnson, Tom Martin, Gerry Meehan, Jean Payette, Rene Robert ;
- Entraîneur : John McLellan.

## Honneurs remis aux joueurs et équipes

### Trophées
| Trophée                 | Joueur       | Équipe                  |
| ----------------------- | ------------ | ----------------------- |
| Meilleur gardien de but | Russ Gillow  | Blazers d'Oklahoma City |
| meilleur défenseur      | Bryan Watson | Apollos de Houston      |
| meilleure recrue        | Jim Lorentz  | Blazers d'Oklahoma City |
| meilleur pointeur       | Ron Ward     | Oilers de Tulsa         |
| meilleur joueur         | Bryan Watson | Apollos de Houston      |

### Équipes d'étoiles
| Position       | Première équipe | Première équipe         | Deuxième équipe       | Deuxième équipe                         |
| Position       | Joueur          | Équipe                  | Joueur                | Équipe                                  |
| -------------- | --------------- | ----------------------- | --------------------- | --------------------------------------- |
| Gardien de but | Russ Gillow     | Blazers d'Oklahoma City | Ernie Wakely          | Apollos de Houston                      |
| Défenseur      | Bryan Watson    | Apollos de Houston      | John Arbour           | Blazers d'Oklahoma City                 |
| Défenseur      | Irv Spencer     | Wings de Memphis        | Al Lebrun             | Black Hawks de Dallas                   |
| Ailier gauche  | Ken Campbell    | Oilers de Tulsa         | Gary Veneruzzo        | Blues de Kansas City                    |
| Centre         | Jim Lorentz     | Blazers d'Oklahoma City | Ron Ward Ron Buchanan | Oilers de Tulsa Blazers d'Oklahoma City |
| Ailier droit   | Len Haley       | Oilers de Tulsa         | Wayne Rivers          | Blues de Kansas City                    |